# Стрийський деканат РКЦ
Стрийський деканат РКЦ — одна з 12-ти адміністративно-територіальних одиниць львівської архідієцезії Римо-католицької Церкви в Україні із центром Стрий. Деканат утворено 1992 року.

## Парафії
- Берездівці
  - Старий Розділ
- Дрогобич
  - Волоща
- Трускавець
  - Борислав
- Жидачів
  - Журавно
- Меденичі
  - Солонське
- Миколаїв
  - Суха Долина
- Стрий
  - Моршин
- Сколе
- Ходорів
  - Новосільці